# Seven de Nueva Zelanda 2003
El Seven de Nueva Zelanda de 2003 fue la cuarta edición del torneo de rugby 7, fue el cuarto torneo de la temporada 2002-03 de la Serie Mundial Masculina de Rugby 7.
Se disputó en la instalaciones del Westpac Stadium de Wellington.

## Fase de grupos

### Grupo A
| Equipo             | Encuentros | Encuentros | Encuentros | Encuentros | Tantos  | Tantos    | Tantos     | Puntos |
| Equipo             | jugados    | ganados    | empatados  | perdidos   | a favor | en contra | diferencia | Puntos |
| ------------------ | ---------- | ---------- | ---------- | ---------- | ------- | --------- | ---------- | ------ |
| Nueva Zelanda      | 3          | 3          | 0          | 0          | 112     | 13        | 99         | 9      |
| Inglaterra         | 3          | 2          | 0          | 1          | 77      | 41        | 36         | 7      |
| Tonga              | 3          | 1          | 0          | 2          | 63      | 80        | -17        | 5      |
| Papúa Nueva Guinea | 3          | 0          | 0          | 3          | 28      | 146       | -118       | 3      |

Nota: Se otorgan 3 puntos al equipo que gane un partido, 2 al que empate y 1 al que pierda

### Grupo B
| Equipo         | Encuentros | Encuentros | Encuentros | Encuentros | Tantos  | Tantos    | Tantos     | Puntos |
| Equipo         | jugados    | ganados    | empatados  | perdidos   | a favor | en contra | diferencia | Puntos |
| -------------- | ---------- | ---------- | ---------- | ---------- | ------- | --------- | ---------- | ------ |
| Sudáfrica      | 3          | 2          | 1          | 0          | 142     | 14        | 128        | 8      |
| Samoa          | 3          | 2          | 1          | 0          | 94      | 21        | 73         | 8      |
| Estados Unidos | 3          | 1          | 0          | 2          | 31      | 85        | -54        | 5      |
| Islas Cook     | 3          | 0          | 0          | 3          | 12      | 115       | -103       | 3      |

### Grupo C
| Equipo    | Encuentros | Encuentros | Encuentros | Encuentros | Tantos  | Tantos    | Tantos     | Puntos |
| Equipo    | jugados    | ganados    | empatados  | perdidos   | a favor | en contra | diferencia | Puntos |
| --------- | ---------- | ---------- | ---------- | ---------- | ------- | --------- | ---------- | ------ |
| Australia | 3          | 3          | 0          | 0          | 88      | 19        | 69         | 9      |
| Argentina | 3          | 2          | 0          | 1          | 81      | 45        | 36         | 7      |
| Japón     | 3          | 1          | 0          | 2          | 50      | 64        | -14        | 5      |
| China     | 3          | 0          | 0          | 3          | 12      | 103       | -91        | 3      |

### Grupo D
| Equipo  | Encuentros | Encuentros | Encuentros | Encuentros | Tantos  | Tantos    | Tantos     | Puntos |
| Equipo  | jugados    | ganados    | empatados  | perdidos   | a favor | en contra | diferencia | Puntos |
| ------- | ---------- | ---------- | ---------- | ---------- | ------- | --------- | ---------- | ------ |
| Fiyi    | 3          | 3          | 0          | 0          | 114     | 33        | 81         | 9      |
| Francia | 3          | 2          | 0          | 1          | 66      | 41        | 25         | 7      |
| Canadá  | 3          | 1          | 0          | 2          | 60      | 66        | -6         | 5      |
| Niue    | 3          | 0          | 0          | 3          | 12      | 112       | -100       | 3      |

## Fase Final

### Cuartos de final
| 8 de febrero | Nueva Zelanda | 21 - 19 | Samoa |  |  |

| 8 de febrero | Fiyi | 26 - 5 | Argentina |  |  |

| 8 de febrero | Inglaterra | 17 - 7 | Sudáfrica |  |  |

| 8 de febrero | Australia | 24 - 7 | Francia |  |  |

### Semifinal
| 8 de febrero | Nueva Zelanda | 24 - 22 | Fiyi |  |  |

| 8 de febrero | Inglaterra | 21 - 15 | Australia |  |  |

### Final
| 8 de febrero | Nueva Zelanda | 38 - 26 | Inglaterra |  |  |

| Bandera de Nueva Zelanda |
| Campeón Nueva Zelanda    |
| 2º título del circuito   |